# Caseta de Salvans
Caseta de Salvans és una masia del municipi d'Avià inclosa en l'Inventari del Patrimoni Arquitectònic de Catalunya.

## Descripció
Masia orientada a migjorn de tres cossos organitzada en planta baixa i pis. Està feta de grans pedres sense treballar unides amb molt de morter, sobretot a la part superior on la seva mida disminueix. Cada cos està cobert a dues aigües amb teula àrab. Les obertures són de petites dimensions, allindanades i amb els marcs de fusta. L'accés a cada cos es fa per una porta allindanades amb els muntants formats per carreus ben escairats de pedra de dimensions considerables i llinda de fusta. El tercer dels cossos en realitat és de fusta; a la zona de la planta baixa hi té un cobert i unes escales d'obra vista porten al pis superior, totalment fet de fusta.

## Història
Aquesta casa és propietat de la casa Salvans d'Avià, probablement del segle xviii per les semblances amb el regatell de Baix, la caseta situada pocs metres més amunt (1733). La família de Salvans la va construir fora del nucli.